# Giannino Zanelli
Giannino Zanelli (Pavullo nel Frignano, 26 settembre 1896 – Bologna, 28 marzo 1968) è stato un giornalista e scrittore italiano.

## Biografia
Modenese di Pavullo nel Frignano (dove gli è stata intitolata una via cittadina) da ragazzo si trasferì con la famiglia a Loreo (RO) seguendo il padre Dario, medico condotto, che lo lasciò orfano nel 1912. Tornato in Emilia con la madre Giuseppina Berti, a diciannove anni lasciò gli studi giuridici all'Università di Bologna per dedicarsi al giornalismo lavorando inizialmente per il quotidiano cattolico bolognese L'Avvenire d'Italia. Qui rimase, salvo una breve parentesi nel 1919 come redattore capo dell'altro quotidiano cittadino Il Progresso, fino al 1930 occupandosi anche della critica teatrale sotto la direzione di Raimondo Manzini.
In quell'anno Achille Malavasi lo portò al Resto del Carlino, dove Zanelli rimase fino al 1964 (anche qui con la parentesi degli ultimi anni della seconda guerra mondiale) dapprima come critico teatrale, poi come redattore capo e, dal 1953, con i direttori Vittorio Zincone e Giovanni Spadolini, come responsabile del settore culturale. La sua lunga e feconda attività (anche con lo pseudonimo di Lector) si esplicò dunque sia in campo redazionale, la cosiddetta "cucina" del giornale, sia nella produzione di recensioni e di elzeviri (Enzo Colombo lo definì «fine narratore ed elzevirista»). Seguì con passione gli eventi culturali del suo tempo dedicandosi in particolare all'evoluzione della letteratura e della drammaturgia. Né disdegnò di impegnarsi direttamente in entrambi i campi: nel primo con la pubblicazione di alcuni testi narrativi, nell'altro sostenendo attivamente la rinascita del teatro dialettale bolognese.
Fu amico e corrispondente di Riccardo Bacchelli e Marino Moretti, oltre che uno dei primi maestri di giornalismo di Enzo Biagi, come dallo stesso ricordato in vari articoli e nel libro L'albero dei fiori bianchi, dove lo giudicò «scrittore casto, sottile». Scrisse articoli per numerosi altri giornali come il Giornale di Genova, Il Messaggero, Il Tempo, il Corriere del Ticino, L'osservatore politico letterario di Milano, e per le riviste Aemilia, Lo Scoltenna e quella di cultura e studi locali Rassegna Frignanese. Morì praticamente ancora con la penna in mano e i suoi ultimi articoli vennero pubblicati postumi.
La sua biblioteca, ricca di preziose edizioni teatrali del primo Novecento e di alcune collane letterarie degli anni venti e trenta, fa ora parte, insieme a quella cinematografica del figlio Dario, del Fondo Zanelli istituito nel 2005 presso la biblioteca Renzo Renzi della Cineteca di Bologna.

## Opere
- Le amanti folli. Poema tragico in un episodio (con Galvano Della Volpe), Bologna, Cappelli, 1913.
- Lettere a una donna. Romanzo, Bologna, Poligrafici Il resto del carlino, 1942 (con disegni di Corrado Corazza).
- Mezzastagione, Bologna, Cappelli, 1954.
- Poeti a Cervia. Antologia di poesie dei vincitori e dei segnalati al Premio Cervia 1965, presentazione di Giannino Zanelli, Padova, Rebellato, 1966.
- Più tempo che vita, Bologna, Edizioni Compositori, 1984 (antologia postuma di racconti ed elzeviri, con una testimonianza di Enzo Biagi).